# Pontifício Ateneu Santo Anselmo
O Pontifício Ateneu de Santo Anselmo (em italiano: Pontificio Ateneo Sant'Anselmo) é um instituto educacional em Roma, fundado por ordem papal, e uma universidade internacional beneditina que oferece cursos em filosofia, teologia e liturgia, filosofia e misticismo, estudos monásticos, línguas, teologia sacramental e história teológica. Está localizada na igreja de Sant'Anselmo all'Aventino, no Monte Aventino.
Desde 10 de março de 2015, o rector magnificus do Pontifício Ateneu de Santo Anselmo é o reverendo Juan Javier Flores Arcas, O.S.B., um padre beneditino da Espanha, membro do Pontifício Comitê para os Congressos Eucarísticos Internacionais.

## História
A universidade foi restaurada à sua forma atual pelo papa Leão XIII em 1887, criada em homenagem a Santo Anselmo de Cantuária.

## Atividades
Sant'Anselmo recebe estudantes de congregações beneditinas de todo o mundo com o objetivo de "prover treinamento teológico a beneditinos e outras congregações da Igreja Universal".
O instituto foi canonicamente estabelecido pela Santa Sé como uma Faculdade de Liturgia Sagrada da Pontifícia Universidade de Santo Anselmo para promover a ciência litúrgica através da pesquisa e do ensino. Como tal, está habilitada , em nome do Santo Padre, a conceder os títulos acadêmicos de licenciatura (SL.L) e doutorado (SL.D).
A biblioteca da universidade foi criada através da doação de diversas congregações beneditinas e das coleções particulares do cardeal Dusmet Gaetano Bernardino. O atual responsável é Luigi Gioia, O.S.B.